# Bộ Bạch (白)
Bộ Bạch, bộ thứ 106 có nghĩa là "trắng" là 1 trong 23 bộ có 5 nét trong số 214 bộ thủ Khang Hy.
Trong Từ điển Khang Hy có 109 chữ (trong số hơn 40.000) được tìm thấy chứa bộ này.

## Tự hình Bộ Bạch (白)

Giáp cốt văn
Kim văn
Đại triện
Tiểu triện

## Chữ thuộc Bộ Bạch (白)
| Số nét bổ sung | Chữ                  |
| -------------- | -------------------- |
| 0              | 白                   |
| 1              | 百 癿                |
| 2              | 皀 皁 皂 皃          |
| 3              | 的                   |
| 4              | 皅 皆 皇 皈          |
| 5              | 皉 皊 皋 皌 皍       |
| 6              | 皎 皏 皐 皑          |
| 7              | 皒 皓 皔 皕 皖 皗 皘 |
| 8              | 皙                   |
| 10             | 皚 皛 皜 皝 皞       |
| 11             | 皟 皠 皡             |
| 12             | 皢 皣 皤 皥          |
| 13             | 皦 皧 皨             |
| 14             | 皩                   |
| 15             | 皪 皫                |
| 16             | 皬                   |
| 18             | 皭                   |